# Parti travailliste rénovateur
Le Parti travailliste rénovateur (Partido trabalhista renovador, PTR) est un ancien parti politique brésilien créé en 1985 par des dissidents du Parti démocratique travailliste et du Parti du mouvement démocratique brésilien. En 1992, il fusionne avec le Parti social travailliste (PST) pour donner naissance au Parti progressiste, lequel fusionne avec le Parti progressiste réformateur en 1995 au sein du Parti progressiste brésilien (PPB).
En 1995, Levy Fidélix, un ancien membre du PTR, le reconstitue sous le nom de Parti travailliste rénovateur brésilien (PTRB), puis de nouveau en 1997 sous le nom de Parti rénovateur travailliste brésilien. Il est candidat sous cette étiquette à l'élection présidentielle brésilienne de 2010.